# Aphelopus camus
Aphelopus camus är en stekelart som beskrevs av Richards 1939. Aphelopus camus ingår i släktet Aphelopus, och familjen stritsäcksteklar. Arten är reproducerande i Sverige.